# 唐时升

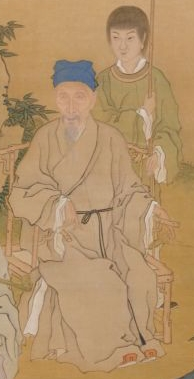
《三人像軸》之唐時升像，清沈韶繪，現藏北京故宮博物院

唐時升（1551年—1636年），字叔達，號灌園叟，直隶嘉定人，晚明诗人。

## 生平
父唐欽訓，與歸有光友善。早年拜師歸有光，有詩名，善畫墨梅。家境貧寒，然好助人，人稱“好施與”。與婁堅、李流芳、程嘉燧合稱“嘉定四先生”，又與里人婁堅、程嘉燧並稱“練川三老”。崇禎九年（1636年）卒，享壽八十六歲。著有《三易集》。

## 延伸阅读
[在维基数据编辑]
 《明史卷二百八十八》，出自《明史》
 在维基共享资源阅览影像